# Янівка (Осиповицький район)
Янівка (біл. Яноўка, трансліт.: Janoŭka) — село у Осиповицькому районі Могилівської області Білорусі. Входить до складу Гродянської сільради.